# Nahota

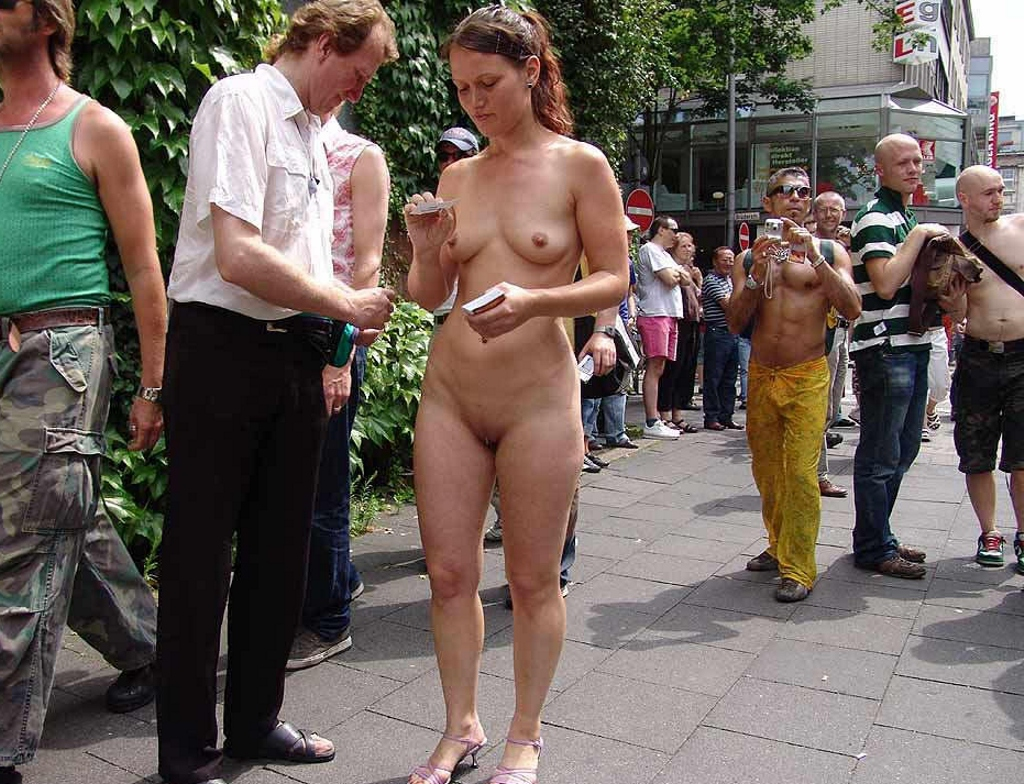
Žena rozdávající letáky na Love Parade

Nahota je stav, kdy člověk na sobě nemá žádný oděv. Jeho nošení je výlučně lidským charakteristickým znakem a jeho účel je kromě praktického hlediska (udržování tepla, ochrana) i zahalování nahoty z důvodů pohlavního studu a s ním souvisejících sociálních požadavků. Míra zahalení je dána společenskými konvencemi a závisí i na kontextu, v určitých situacích může být akceptovatelné i minimální množství oděvu (např. zakrývající pouze genitálie), které by v jiné situaci bylo považováno za společensky nepřípustné.
Lidé mají odlišné názory na svou vlastní nahotu, a uplatňují tedy i rozdílné přístupy. Někteří se cítí uvolněně, pokud se mohou před ostatními ukazovat v méně oblečení, zatímco jiní by se na jejich místě cítili nepříjemně či nesměle. Lidé bývají nazí v rozmanitých situacích, a zda jsou připraveni se svléci před ostatními, záleží na sociálním kontextu, za kterého tato otázka vyvstává. Například se koupou nazí, zatímco jiní takto také spí. Další preferují se tímto způsobem, a nebo alespoň nahoře bez, opalovat. Mnozí jsou ochotni se svléknout za účelem lékařské prohlídky. Někteří přijali nahotu jako svůj životní styl.
Ačkoliv je nošení oblečení sociální normou ve většině kultur, některé kultury, skupiny nebo jednotlivci se cítí více uvolnění nazí, ačkoliv jejich přístup k této věci často závisí na příslušném kontextu. Na druhou stranu jiní lidé se cítí nepříjemně za přítomnosti jakékoliv nahoty a nahá osoba na veřejném místě může na ně působit kontroverzně, bez ohledu na postoj oné osoby k vlastní nahotě. Kromě společenského odsouzení může na některých místech nahota na veřejnosti a exhibicionismus vyústit v problémy se zákonem. Psychologická averze k nahotě se nazývá gymnofobie.
S nahotou se lze setkat v mnoha médiích včetně umění, fotografie, filmu a na internetu. V umění může mít funkci estetickou (akt) nebo erotickou. Nahota je součástí mnoha odvětví sexuálního průmyslu.